# Keramítsa
Keramítsa är en ort i Grekland.   Den ligger i prefekturen Thesprotia och regionen Epirus, i den nordvästra delen av landet, 300 km nordväst om huvudstaden Aten. Keramítsa ligger 709 meter över havet och antalet invånare är 328.
Terrängen runt Keramítsa är huvudsakligen kuperad, men västerut är den bergig. Keramítsa ligger uppe på en höjd. Runt Keramítsa är det glesbefolkat, med 12 invånare per kvadratkilometer. Närmaste större samhälle är Filiátes, 12,7 km sydväst om Keramítsa. I omgivningarna runt Keramítsa växer i huvudsak blandskog.